# The Treacherous Three
I Treacherous Three sono stati un gruppo hip hop statunitense formatosi nel 1978 a New York.I componenti del gruppo sono DJ Easy Lee, Kool Moe Dee, LA Sunshine, Special K e Spoonie Gee.Quest'ultimo ha lasciato il gruppo alla fine degli anni '70.

## Origine
Kool Moe Dee e LA Sunshine sono nati e cresciuti nello stesso quartiere e hanno incontrato DJ Easy Lee alle scuole elementari .Spoonie Gee e DJ Easy Lee si conobbero attraverso la sorella di Easy che conosceva Spoonie Gee.Quando Spoonie Gee ha lasciato il gruppo Kool Moe Dee l'ha rimpiazzato com Special K.Tuttavia Spoonie rimase legato al gruppo il quale collaborò con Gee per i singoli Love Rap e New Rap Language,pubblicati nel 1980.

## Primi singoli
Sempre nel 1980 i Treacherous Three pubblicarono il loro primo singolo:Body Rock, una fusione fra il rap e il rock. Hanno anche pubblicato At The Party, Put the Boogie In Your Body e Feel The Heartbeat, brani che divennero popolari in quegli anni.

## Sugar Hill Records
Nel 1981 il gruppo si trasferì alla Sugar Hill Records. Il loro primo singolo con loro fu Whip It. Hanno poi distribuito Yes We Can. Nel 1983 hanno pubblicato Action , Turning you on , Get Up , Xmas Rap .L'anno successivo hanno pubblicato Santa's Rap.Nel 1985 il gruppo fu messo in ombra da altri complessi dell'epoca come i Run DMC e una serie di discussioni interne portò alla divisione del gruppo.

## Reunion
Il gruppo si riunisce nel 1993 e l'anno dopo pubblicano il loro secondo album:Ol'Skool Flava e nel 1999 pubblicano una compilation chiamata Turn It Up. Contiene le hit migliori del gruppo.

## Discografia
- The Treacherous Three (1984)
- Old School Flava (1994)
- Turn It Up (1999)